# Warsaw Cup de 2017
Warsaw Cup de 2017 foi a décima sétima edição do Warsaw Cup, um evento anual de patinação artística no gelo e que fez parte do Challenger Series de 2017–18. A competição foi disputada entre os dias 16 de novembro e 19 de novembro, na cidade de Varsóvia, Polônia.

## Eventos
- Individual masculino
- Individual feminino
- Duplas
- Dança no gelo

## Medalhistas
| Evento                        | Ouro                                        | Prata                                                | Bronze                                           |
| Individual masculino detalhes | Matteo Rizzo · Itália                       | Stéphane Walker · Suíça                              | Liam Firus · Canadá                              |
| Individual feminino detalhes  | Serafima Sakhanovich · Rússia               | Stanislava Konstantinova · Rússia                    | Courtney Hicks · Estados Unidos                  |
| Duplas detalhes               | Valentina Marchei · Ondřej Hotárek · Itália | Aleksandra Boikova · Dmitrii Kozlovskii · Rússia     | Minerva Fabienne Hase · Nolan Seegert · Alemanha |
| Dança no gelo detalhes        | Betina Popova · Sergey Mozgov · Rússia      | Lorraine McNamara · Quinn Carpenter · Estados Unidos | Oleksandra Nazarova · Maksym Nikitin · Ucrânia   |

## Resultados

### Individual masculino
| Pos.              | Nome                 | Nacionalidade    | Pontos | PC         | PL          |
| ----------------- | -------------------- | ---------------- | ------ | ---------- | ----------- |
| Medalha de ouro   | Matteo Rizzo         | Itália           | 232.98 | 75.64 (1)  | 157.34 (1)  |
| Medalha de prata  | Stéphane Walker      | Suíça            | 204.48 | 68.92 (2)  | 135.56 (2)  |
| Medalha de bronze | Liam Firus           | Canadá           | 200.71 | 66.58 (3)  | 134.13 (3)  |
| 4                 | Roman Savosin        | Rússia           | 197.15 | 64.93 (4)  | 132.22 (4)  |
| 5                 | Ihor Reznichenko     | Polônia          | 195.87 | 64.73 (5)  | 131.14 (5)  |
| 6                 | Andrew Torgashev     | Estados Unidos   | 182.78 | 61.52 (6)  | 121.26 (6)  |
| 7                 | Paul Fentz           | Alemanha         | 180.84 | 60.18 (9)  | 120.66 (7)  |
| 8                 | Mark Webster         | Austrália        | 176.22 | 60.38 (7)  | 115.84 (8)  |
| 9                 | Adrien Bannister     | Itália           | 174.10 | 58.65 (10) | 115.45 (9)  |
| 10                | Kai Xiang Chew       | Malásia          | 172.18 | 58.14 (11) | 114.04 (11) |
| 11                | Harry Mattick        | Reino Unido      | 171.93 | 60.28 (8)  | 111.65 (13) |
| 12                | Lukas Britschgi      | Suíça            | 171.81 | 57.51 (13) | 114.30 (10) |
| 13                | Abzal Rakimgaliev    | Cazaquistão      | 163.55 | 51.10 (14) | 112.45 (12) |
| 14                | Jan Kurník           | República Tcheca | 155.48 | 57.90 (12) | 97.58 (14)  |
| 15                | Leslie Man Cheuk Ip  | Hong Kong        | 143.94 | 50.18 (15) | 93.76 (16)  |
| 16                | Alexander Maszljanko | Hungria          | 136.85 | 41.38 (19) | 95.47 (15)  |
| 17                | Erik Matysiak        | Polônia          | 135.26 | 45.33 (16) | 89.93 (17)  |
| 18                | Łukasz Kędzierski    | Polônia          | 130.89 | 45.16 (17) | 85.73 (18)  |
| 19                | Jakub Kršňák         | Eslováquia       | 125.73 | 44.73 (18) | 81.00 (19)  |

### Individual feminino
| Pos.              | Nome                        | Nacionalidade    | Pontos | PC         | PL         |
| ----------------- | --------------------------- | ---------------- | ------ | ---------- | ---------- |
| Medalha de ouro   | Serafima Sakhanovich        | Rússia           | 176.39 | 61.23 (1)  | 115.16 (1) |
| Medalha de prata  | Stanislava Konstantinova    | Rússia           | 174.43 | 59.84 (2)  | 114.59 (2) |
| Medalha de bronze | Courtney Hicks              | Estados Unidos   | 165.39 | 58.43 (3)  | 106.96 (3) |
| 4                 | Nina Povey                  | Reino Unido      | 148.06 | 49.23 (5)  | 98.83 (4)  |
| 5                 | Anita Östlund               | Suécia           | 146.29 | 52.11 (4)  | 94.18 (5)  |
| 6                 | Emy Decelles                | Canadá           | 136.47 | 48.69 (6)  | 87.78 (6)  |
| 7                 | Fruzsina Medgyesi           | Hungria          | 132.79 | 46.79 (8)  | 86.00 (7)  |
| 8                 | Alexandra Avstriyskaya      | Rússia           | 129.20 | 45.90 (9)  | 83.30 (8)  |
| 9                 | Elżbieta Gabryszak          | Polônia          | 123.17 | 47.07 (7)  | 76.10 (9)  |
| 10                | Héloïse Pitot               | França           | 115.11 | 40.65 (11) | 74.46 (10) |
| 11                | Greta Morkyte               | Lituânia         | 108.38 | 41.21 (10) | 67.17 (12) |
| 12                | Colette Coco Kaminski       | Polônia          | 107.48 | 39.25 (14) | 68.23 (11) |
| 13                | Aneta Janiczková            | República Tcheca | 106.95 | 40.45 (12) | 66.50 (13) |
| 14                | Oliwia Rzepiel              | Polônia          | 104.16 | 39.75 (13) | 64.41 (16) |
| 15                | Elizaveta Ukolova           | República Tcheca | 102.65 | 36.83 (15) | 65.82 (15) |
| 16                | Michelle Lifshits           | Israel           | 98.61  | 32.68 (17) | 65.93 (14) |
| 17                | Ceciliane Mei Ling Hartmann | Singapura        | 97.86  | 34.34 (16) | 63.52 (18) |
| 18                | Amy Lin                     | Taipé Chinesa    | 95.94  | 32.08 (19) | 63.86 (17) |
| 19                | Zhansaya Adykhanova         | Cazaquistão      | 86.54  | 32.10 (18) | 54.44 (19) |
| 20                | Elena Rivkina               | Israel           | 80.82  | 31.72 (20) | 49.10 (20) |

### Duplas
| Pos.              | Nome                                    | Nacionalidade  | Pontos | PC        | PL         |
| ----------------- | --------------------------------------- | -------------- | ------ | --------- | ---------- |
| Medalha de ouro   | Valentina Marchei / Ondřej Hotárek      | Itália         | 193.14 | 66.70 (1) | 126.44 (1) |
| Medalha de prata  | Aleksandra Boikova / Dmitrii Kozlovskii | Rússia         | 180.84 | 58.52 (4) | 122.32 (2) |
| Medalha de bronze | Minerva Fabienne Hase / Nolan Seegert   | Alemanha       | 167.72 | 59.92 (2) | 107.80 (3) |
| 4                 | Annika Hocke / Ruben Blommaert          | Alemanha       | 161.95 | 58.84 (3) | 103.11 (4) |
| 5                 | Jessica Pfund / Joshua Santillan        | Estados Unidos | 148.86 | 53.26 (5) | 95.60 (6)  |
| 6                 | Chelsea Liu / Brian Johnson             | Estados Unidos | 145.14 | 45.94 (8) | 99.20 (5)  |
| 7                 | Laura Barquero / Aritz Maestu           | Espanha        | 143.26 | 49.96 (6) | 93.30 (7)  |
| 8                 | Rebecca Ghilardi / Filippo Ambrosini    | Itália         | 137.56 | 49.88 (7) | 87.68 (8)  |

### Dança no gelo
| Pos.              | Nome                                    | Nacionalidade  | Pontos | DC         | DL         |
| ----------------- | --------------------------------------- | -------------- | ------ | ---------- | ---------- |
| Medalha de ouro   | Betina Popova / Sergey Mozgov           | Rússia         | 164.07 | 64.38 (1)  | 99.69 (1)  |
| Medalha de prata  | Lorraine Mcnamara / Quinn Carpenter     | Estados Unidos | 160.51 | 62.53 (2)  | 97.98 (2)  |
| Medalha de bronze | Oleksandra Nazarova / Maksym Nikitin    | Ucrânia        | 151.30 | 61.82 (3)  | 89.48 (5)  |
| 4                 | Lilah Fear / Lewis Gibson               | Reino Unido    | 150.46 | 60.40 (4)  | 90.06 (4)  |
| 5                 | Katharina Müller / Tim Dieck            | Alemanha       | 150.14 | 59.65 (6)  | 90.49 (3)  |
| 6                 | Alisa Agafonova / Alper Uçar            | Turquia        | 149.53 | 60.34 (5)  | 89.19 (6)  |
| 7                 | Robynne Tweedale / Joseph Buckland      | Reino Unido    | 132.84 | 49.96 (8)  | 82.88 (8)  |
| 8                 | Sarah Arnold / Thomas Williams          | Canadá         | 132.10 | 46.55 (9)  | 85.55 (7)  |
| 9                 | Justyna Plutowska / Jérémie Flemin      | Polônia        | 129.85 | 54.68 (7)  | 75.17 (9)  |
| 10                | Molly Lanaghan / Dmitre Razgulajevs     | Canadá         | 117.42 | 45.09 (10) | 72.33 (10) |
| 11                | Anna Kublikova / Yuri Hulitski          | Bielorrússia   | 111.50 | 44.10 (12) | 67.40 (11) |
| 12                | Anastasia Polibina / Radoslaw Barszczak | Polônia        | 108.48 | 41.26 (13) | 67.22 (12) |
| 13                | Chantelle Kerry / Andrew Dodds          | Austrália      | 103.06 | 44.61 (11) | 58.45 (13) |
| 14                | Kimberley Hew-Low / Timothy Mckernan    | Austrália      | 93.48  | 35.35 (14) | 58.13 (14) |

## Quadro de medalhas
| Ordem | País           | Medalha de ouro | Medalha de prata | Medalha de bronze |    | Ordem por total |
| ----- | -------------- | --------------- | ---------------- | ----------------- | -- | --------------- |
| 1     | Rússia         | 2               | 2                |                   | 4  | 1               |
| 2     | Itália         | 2               |                  |                   | 2  | 2               |
| 3     | Estados Unidos |                 | 1                | 1                 | 2  | 2               |
| 4     | Suíça          |                 | 1                |                   | 1  | 4               |
| 5     | Alemanha       |                 |                  | 1                 | 1  | 4               |
| 5     | Canadá         |                 |                  | 1                 | 1  | 4               |
| 5     | Ucrânia        |                 |                  | 1                 | 1  | 4               |
| TOTAL | TOTAL          | 4               | 4                | 4                 | 12 | —               |